# Johanna Puff
Johanna Puff, född 2 juli 2002 i Rosenheim, är en tysk skidskytt.
Puff debuterade i Världscupen i skidskytte år 2023. Vid europamästerskapen i skidskytte 2025 tog hon guld på distansloppet över 15 km, och hon ingick i det tyska laget som tog guld i stafettet.